# Porphyrinia faroulti
Porphyrinia faroulti är en fjärilsart som beskrevs av Rothschild 1911. Porphyrinia faroulti ingår i släktet Porphyrinia och familjen nattflyn. Inga underarter finns listade i Catalogue of Life.